# Mykola Kolessa
Mykola Filaretovytch Kolessa (en ukrainien : Мико́ла Філаре́тович Коле́сса) est un chef d'orchestre, compositeur et pédagogue soviétique puis ukrainien, né le 6 décembre 1903 à Sambir et mort le 8 juin 2006 à Lviv. Lauréat du Prix national Taras Chevtchenko (1983), Artiste du peuple de l'URSS (1991), Héros d'Ukraine (2002).

## Biographie
Mykola Kolessa est né dans la famille du compositeur et musicologue ukrainien Filaret Kolessa (1871-1947) à Sambir (aujourd'hui dans l'oblast de Lviv en Ukraine). Il est diplômé de l'Académie nationale musicale Lyssenko de Lviv, puis, en 1928 du Conservatoire de Prague où il étudiait sous la direction de Vítězslav Novák.
De retour à Lviv en 1931, il devient professeur à l'Institut musical Lyssenko où il occupe la chaire de professeur à partir de 1957. De 1940 à 1953, il est le chef d'orchestre symphonique de la Philharmonie de Lviv. Il est chef d’orchestre du Théâtre-opéra national Ivan Franko en 1944—1947. En 1946—1948, il est directeur artistique et chef d’orchestre de l'ensemble de la musique vocale "Trembita".
En 1983, il reçoit le Prix national Taras Chevtchenko pour la suite orchestrale Le mariage de Lemkiv.
Mykola Kolessa est inhumé au cimetière de Lytchakiv, à Lviv.
Il était le cousin de la pianiste Lubka Kolessa et de la violoniste Chrystia Kolessa.